# Dear my past self
『Dear my past self』（ディア・マイ・パスト・セルフ）は宮本佳那子のベスト・アルバム。2018年8月8日にマーベラスから発売された。

## 概要
「PRECURE Best Songs Selection」の副題がついているように、2007年にテレビアニメ『Yes!プリキュア5』のエンディングテーマでソロ歌手デビューして以来10年以上に渡り、歌手・声優としてプリキュアシリーズに関わり続けてきた宮本の、同シリーズにおける楽曲を収録したベスト・アルバム。自身のアルバムリリースは2014年2月に日本コロムビアからリリースした『ありがとうのうた』以来約4年半ぶりとなる。
発売時放送中の『HUGっと!プリキュア』のオープニングテーマ「We can!! HUGっと!プリキュア」を始め、イメージソング、自らが演じた『ドキドキ!プリキュア』の剣崎真琴/キュアソード名義のキャラクターソング、これまで歌ってきたエンディングテーマのメドレー、さらに本アルバムのために書き下ろされた新曲「True Ambition」など全9曲で構成されている。
通常盤の他に「We can!! HUGっと!プリキュア」のミュージックビデオを収録したDVDが付属する初回限定生産盤も発売されている。

## 収録曲
1. We can!! HUGっと!プリキュア
作詞：藤本記子（Nostalgic Orchestra）、作曲・編曲：福富雅之（Nostalgic Orchestra）
  - 『HUGっと!プリキュア』オープニングテーマ
2. スマイル!
作詞：宮本佳那子、作曲：小杉保夫、編曲：高木洋
  - 『Yes!プリキュア5GoGo!』イメージソング
3. True Ambition
作詞：マイクスギヤマ 、作曲・編曲：中村博
4. ノワール・デコレーション 〜黒い塗り絵〜
作詞：唐沢美帆、作曲・編曲：サイトウヨシヒロ
  - 『キラキラ☆プリキュアアラモード』イメージソング
5. HUGっと!未来☆ドリーマー
作詞：ミズノゲンキ、作曲・編曲：睦月周平
  - 『HUGっと!プリキュア』前期エンディングテーマのカバーバージョン
6. 七色の世界
作詞・作曲：アツミサオリ、編曲：菊谷知樹
  - 『映画 プリキュアスーパースターズ!』エンディングテーマ
7. こころをこめて
作詞：六ツ見純代、作曲：山口朗彦、編曲：大久保薫
  - 『ドキドキ!プリキュア』キャラクターソング・挿入歌
8. 〜SONGBIRD〜
作詞：六ツ見純代、作曲：清岡千穂、編曲：大久保薫
  - 『ドキドキ!プリキュア』キャラクターソング・挿入歌
9. Kanako's プリキュア・エンディングテーマ・メドレー2018
メドレー編曲：大石憲一郎
  1. キラキラしちゃってMY Ture Love!
作詞：佐々木美和、作曲：marhy、編曲：久保田光太郎・marhy
    - 『Yes!プリキュア5』前期エンディングテーマ

  2. シュビトゥビ☆スイーツタイム
作詞・作曲・編曲：R・O・N
    - 『キラキラ☆プリキュアアラモード』後期エンディングテーマ

  3. 手と手つないでハートもリンク!!
作詞：青木久美子、作曲：岩切芳郎、編曲：籠島裕昌・亀山耕一郎
    - 『Yes!プリキュア5GoGo!』前期エンディングテーマ

  4. ガンバランスdeダンス〜夢みる奇跡たち〜
作詞：青木久美子、作曲：小杉保夫、編曲：多田三洋
    - 『Yes!プリキュア5』後期エンディングテーマ

  5. レッツ・ラ・クッキン☆ショータイム
作詞・作曲：藤本記子（Nostalgic Orchestra）、編曲：福富雅之（Nostalgic Orchestra）
    - 『キラキラ☆プリキュアアラモード』前期エンディングテーマ

### DVD（初回限定生産盤のみ）
1. 「We can!! HUGっと!プリキュア」Music Video（宮本佳那子 ver.）